# Столичный дивизион
Столичный дивизион или Дивизион Метрополитан (англ. Metropolitan Division) Национальной хоккейной лиги был сформирован в 2013 году и является частью Восточной конференции. Первым чемпионом дивизиона стал «Питтсбург Пингвинз» в сезоне 2013/14. Также «Питтсбург» стал первым представителем Столичного дивизиона, завоевавшим Кубок Стэнли (2016). В укороченном из-за пандемии коронавируса сезоне 2020/21 дивизион не использовался. Единственный дивизион НХЛ, в котором нет ни одного клуба из Канады.

## Состав дивизиона

### с 2013
- Вашингтон Кэпиталз
- Каролина Харрикейнз
- Коламбус Блю Джекетс
- Нью-Джерси Девилз
- Нью-Йорк Айлендерс
- Нью-Йорк Рейнджерс
- Питтсбург Пингвинз
- Филадельфия Флайерз

#### Изменения
- Нью-Джерси Девилз, Нью-Йорк Айлендерс, Нью-Йорк Рейнджерс, Питтсбург Пингвинз и Филадельфия Флайерз переведены из Атлантического дивизиона;
- Вашингтон Кэпиталз и Каролина Харрикейнз переведены из упразднённого Юго-Восточного дивизиона;
- Коламбус Блю Джекетс переведён из Центрального дивизиона.

## Общая статистика по командам
| Команда              | Побед в дивизионе | Последний год |
| -------------------- | ----------------- | ------------- |
| Вашингтон Кэпиталз   | 5                 | 2020          |
| Каролина Харрикейнз  | 2                 | 2023          |
| Нью-Йорк Рейнджерс   | 1                 | 2015          |
| Питтсбург Пингвинз   | 1                 | 2014          |
| Нью-Джерси Девилз    | 0                 | —             |
| Филадельфия Флайерз  | 0                 | —             |
| Нью-Йорк Айлендерс   | 0                 | —             |
| Коламбус Блю Джекетс | 0                 | —             |

## Победители дивизиона
- 2014 — Питтсбург Пингвинз
- 2015 — Нью-Йорк Рейнджерс
- 2016 — Вашингтон Кэпиталз
- 2017 — Вашингтон Кэпиталз
- 2018 — Вашингтон Кэпиталз
- 2019 — Вашингтон Кэпиталз
- 2020 — Вашингтон Кэпиталз
- 2021 — дивизион не использовался
- 2022 — Каролина Харрикейнз
- 2023 — Каролина Харрикейнз

## Обладатели Кубка Стэнли
- 2016 — Питтсбург Пингвинз
- 2017 — Питтсбург Пингвинз
- 2018 — Вашингтон Кэпиталз